# The Blue Beat
The Blue Beat is een in 1982 geformeerde Duitse skaband uit Jülich.

## Bezetting
Huidige bezetting
- Axel Fuchs (zang)
- Ruth Grunenberg (baritonsaxofoon, percussie)
- Reinhard Seifert (trompet, sinds 2005)
- Christian Wuppermann (tenorsaxofoon, sinds 2007)

- Ingo Becker (gitaar, zang)
- Marco Dix (keyboards, fancy footwork)
- Werner Plum (basgitaar, sinds 2005)
- Jösch Erley (drums)
- Markus Weiß (trombone, sinds 2005)

## Geschiedenis
Na de formatie in 1982 trad The Blue Beat aanvankelijk op als eigentijdse punkband tijdens plaatselijke en landelijke concerten. Onder de muzikale invloed van bands als Madness, The Specials en The Selecter wisselde de muzikale stijl echter snel naar de ska, waarna de band zichzelf in 1983 de naam toekende van het gelijknamige platenlabel.
Met de opkomst van de derde skagolf midden jaren 1980 en de weer ontwakende populariteit van de ska in Europa kreeg ook The Blue Beat binnen het circuit landelijke bekendheid op diverse ska-compilaties. In 1987 speelden ze tijdens het eerste Duitse ska-festival samen met de bands Skaos (München) en The Braces in de legendarische liveclub Okie Dokie in Neuss/Düsseldorf, die korte tijd later werd gesloopt. Tijdens deze periode komen ook de support-optredens voor bekende ska-grootheden als Laurel Aitken, Desmond Dekker en The Selecter.
Na enkele mutaties in de bezetting is The Blue Beat nu sinds 2005 weer versterkt actief op concerten en festivals. Naar eigen zeggen zijn verdere studioalbums gepland.

## Discografie

### Albums
- 1990: The Blue Beat (ep, Interlust Records, München)
- 1995: Say Boo! (LBT Records, Wiesbaden)

### Compilaties
- 1988: Ska! (ep, High Gloss Label, Mühlheim), eerste Duitse ska-sampler
- 1988: Skank - Licensed to Ska (Skank Records, London)
- 1990: Planet Ska (Unicorn Records, London)
- 1996: Jülicher Band-Sampler
- 1997: Live from the Bongo Bongo Sunsplash - Vol. 3 (LBT Records, Wiesbaden)
- 1999: Live from the Bongo Bongo Sunsplash - Vol. 5 (LBT Records, Wiesbaden)
- 2000: Time Capsule 2000 (Blacklight Records, USA)
- 2007: Jülich-Sampler Vol. 6 (Not in Tune Records, Jülich)